# Station Alresford (Essex)
Alresford is een station van National Rail in Tendring in Engeland. Het station is eigendom van Network Rail en wordt beheerd door Greater Anglia. 